# ワン・ダイレクション
ワン・ダイレクション（One Direction、略称：1D）は、イギリスのボーイ・バンドである。2010年に結成。ハリー・スタイルズ、ルイ・トムリンソン、ナイル・ホーラン、リアム・ペインがメンバーである。ゼイン・マリクは2015年にグループを脱退した。2010年、イギリスのオーデション番組「Xファクター」第7シーズンで結成され、サイモン・コーウェルのレコードレーベルのSycoと契約して世界的な成功を収め、『Up All Night』（2011）、『Take Me Home』（2012）、『Midnight Memories』（2013）、『Four』（2014）、『Made in the A.M.』（2015）というアルバムは主要な市場のチャートでトップを記録するなど、UK発のボーイ・バンドとしてはテイク・ザット以来の知名度と人気を誇った。
ブリット・アワードを7度、MTV Video Music Awardsを4度、ビルボード・ミュージック・アワードを6度、アメリカン・ミュージック・アワードを7度、ティーン・チョイス・アワードを28度などの200近い賞を受賞している。4度のワールド・ツアーを行っていて、その内2度のツアーは全てスタジアムでのツアーだった。フォーブスによれば、2013年に推定7500万ドルを稼ぎ、30歳未満で2番目に高収入な有名人となった。国際レコード産業連盟によって2013年のグローバル・レコーディング・アーティスト・オブ・ザ・イヤーに選ばれた。フォーブスによれば、2015年は世界で4番目に、2016年は世界で2番目に高い収入を得た有名人である。
『Four』のリリース後、ワン・ダイレクションはデビューアルバムから4枚のアルバムが全てBillboard 200で初登場1位となった初めてのグループとなった。3枚目のアルバムである『Midnight Memories』は2013年に世界で最も売れたアルバムであり、世界で400万枚を売り上げた。「Where We Are Tour」は2014年のボーカルグループのツアーとしては最高収益をあげたツアーとなり、史上15番目に収益をあげたツアーとなった。ビルボードによって2014年の最高のアーティストに選出された。
グループは2016年に活動休止となり、メンバーはソロ活動を行うようになった。

## 歴史

### 2010-2011: Xファクター

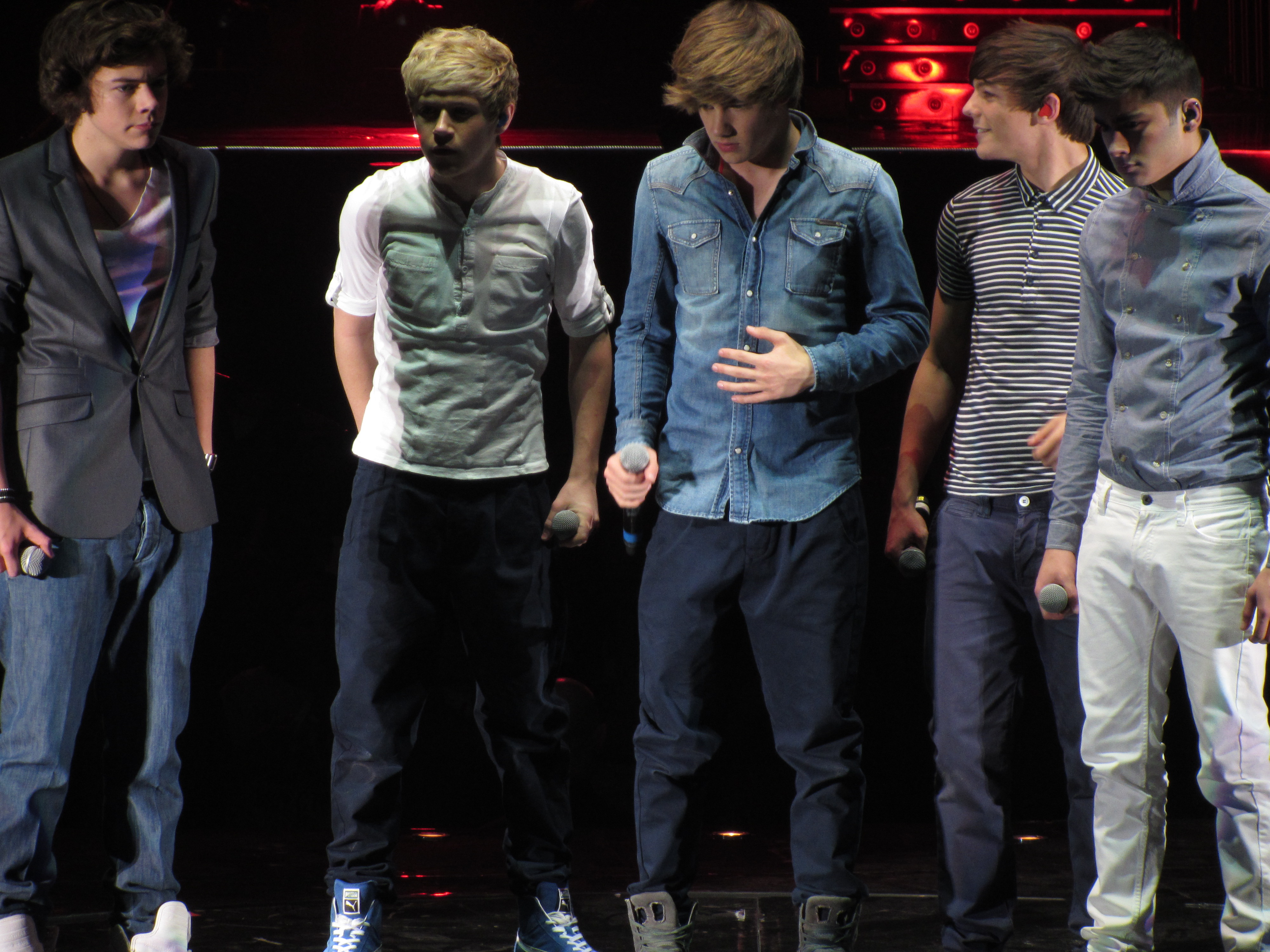
2011年

2010年、ハリー・スタイルズ、ルイ・トムリンソン、ナイル・ホーラン、リアム・ペイン、ゼイン・マリクは、イギリスのオーディション番組「Xファクター」第7シーズンにそれぞれソロ候補としてオーディションを受けた。いずれもコンテストのブートキャンプ段階で脱落しボーイズ部門へと進めなかったが、代わりに5人がグループを結成し、グループ部門の出場資格を得た。サイモン・コーウェルとゲスト審査員のニコール・シャージンガーの両方がグループを結成させるアイデアを思いついたと主張している。2013年にコーウェルは「グループを結成するのに10分かかった。」と述べた。その後、5人は2週間集まってお互いを知り、練習を行った。ハリー・スタイルズが「One Direction」という名前を思いついた。「審査員の自宅訪問」の際には、エドナスワップの「Torn」を歌い、これがグループとして初めての歌唱となった。コーウェルは後に、このパフォーマンスを「自信があり、楽しく大胆不敵である。」と評価した。ワン・ダイレクションはすぐにイギリスで人気を獲得した。
オーディションでは最終的に3位となり、オーディション終了後に優勝していればリリースされる予定だった「Forever Young」（アルファヴィルの曲のカバー）がインターネット上に流出した。その後すぐに、コーウェルのレーベルであるSycoと200万ポンドの契約を結んだ。デビューアルバムのレコーディングは2011年1月に始まり、プロデューサーのRedOneと仕事をするためにロサンゼルスへと向かった。2011年2月にハーパーコリンズから出版された『One Direction: Forever Young』は、サンデー・タイムズのベストセラーランキングのトップになった。同じ2月には、「Xファクター」のライブツアーに参加した。ツアー中、イギリス全体で50万人の前でパフォーマンスを行った。4月にツアーが終了した後、デビューアルバムの制作を続けた。レコーディングはストックホルムやロンドン、ロサンゼルスで行われた。

### 2011-2012: Up All Night

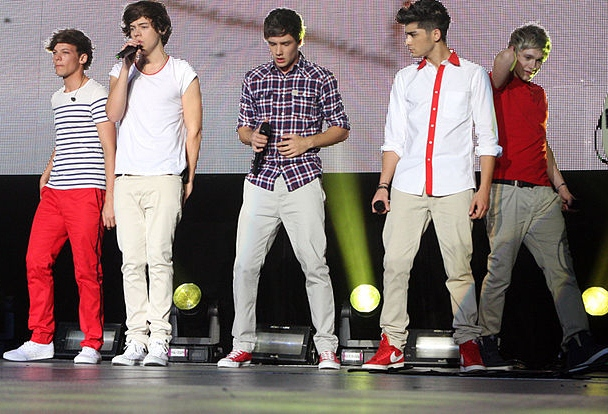
2012年4月、「Up All Night Tour」でのパフォーマンス

2011年9月にリリースされたデビューシングルである「What Makes You Beautiful」は国際的な成功を収めた。ソニー・ミュージックエンタテインメント史上最も先行予約されたシングルとなり、その後全英シングルチャートで1位に輝いた。その後リリースされたシングルの「Gotta Be You」と「One Thing」は全英シングルチャートでトップ10入りした。2011年11月、コロムビア・レコードと契約した。コロムビア・レコードの会長はワン・ダイレクションとの契約は難しい決定ではなかったと述べた。同じ11月にデビューアルバムの『Up All Night』をイギリスとアイルランドでリリースした。10代のリスナーたちは称賛し、2011年にイギリスで最も売れたデビューアルバムとなった。12月には最初のライブツアーである「Up All Night Tour」をイギリスとアイルランドで開催した。当初、ツアーは2012年1月に終了する予定だった。
2012年2月にアメリカに上陸すると、ラジオでのプロモーションやビッグ・タイム・ラッシュの北米ツアーのオープニングアクトを務めた。その後、「Up All Night Tour」がオセアニアでも追加開催されることが発表された。ロックフェラー・センターで開催されたトゥデイに出演し、アメリカのテレビ番組に初めて出演した。その際にはおよそ1万5000人のファンが集まった。2月にアメリカで「What Makes You Beautiful」がリリースされ、Billboard Hot 100で初登場28位となり、1998年以降イギリスのアーティストでの最高位でのデビューとなった。Billboard Hot 100では最高4位に達した。2016年6月時点で、アメリカでは480万枚のセールスを記録し、世界では700万枚以上のセールスを記録している。2012年3月には『Up All Night』をアメリカでリリースし、Billboard 200でデビューアルバムが1位となった初のイギリスのグループとなり、ギネスブックにも登録された。アルバムは世界16ヶ国のチャートで1位となった。『Up All Night』はアメリカで初めて50万枚以上のセールスを記録したイギリスのグループのアルバムとなり、2012年8月までに全世界で300万以上のセールスを記録した。2012年に3番目の売り上げを記録したアルバムとなり、最終的には450万枚の売り上げを記録した。アルバムの成功に続けて、「Up All Night Tour」はアメリカでの追加開催が発表された。
「Up All Night Tour」は、数分でチケットが完売し、批評家たちはステージでのパフォーマンスを称賛し、商業的にも成功した。2012年5月にはコンサートDVDである『Up All Night: The Live Tour』をリリースした。このDVDは世界25ヶ国のチャートで1位となり、2012年8月までに100万枚を売り上げた。またアメリカでは同じ週、ビルボードのアルバムチャート1位であったジョン・メイヤーの『Born and Raised』より多く売上げた。同じ週のDVDチャートの1位の売上がCDアルバムチャートの1位のそれを上回ったのは、ビルボード史上初めてのことであった。5月にアメリカで初めて出版された『Dare to Dream: Life as One Direction』はニューヨーク・タイムズのベストセラーリストでトップとなった。2012年8月時点で、シングルは800万を売り上げ、アルバムは300万枚、DVDは100万枚の売り上げを記録し、ロンドンオリンピックの閉会式では「What Makes You Beautiful」を披露した。9月6日に、2012 MTV Video Music Awardsで最優秀新人賞など3つの賞を受賞した。

### 2012-2013: Take Me Home

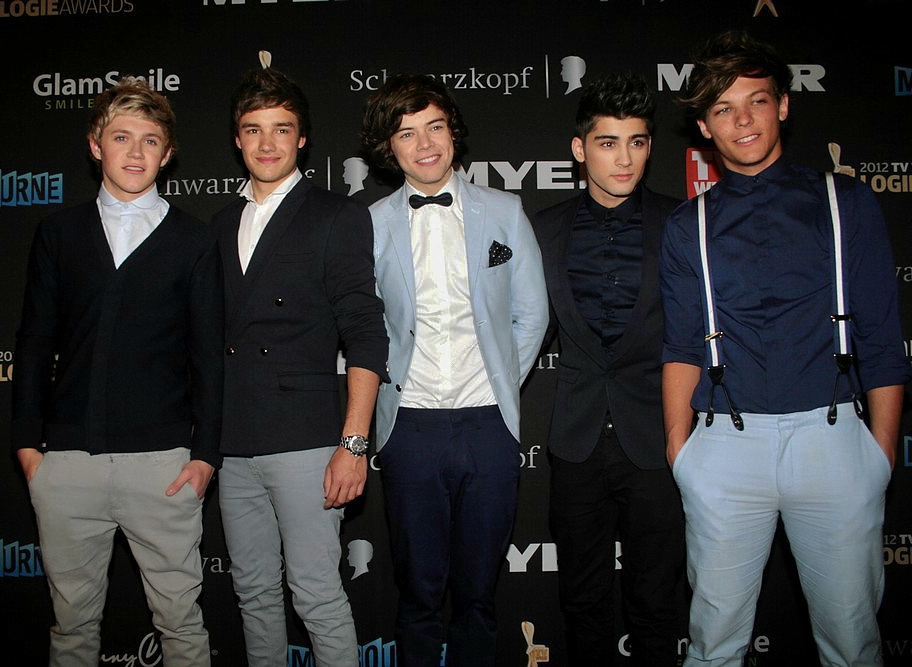
2012年

2012年10月、2ndアルバムからのリードシングルである「Live While We're Young」をリリースし、国際的にヒットした。発売されたほぼすべての国のチャートでトップ10入りし、アメリカでのアメリカ出身の歌手以外における初週売り上げ記録を更新した。2ndアルバムからの2枚目のシングルである「Little Things」はグループにとって2枚目となるイギリスの週間チャート1位を記録した。2012年11月、2ndアルバム『Take Me Home』をリリースした。このアルバムは国際的なヒットとなり、35ヶ国以上で1位を記録した。Billboard 200でも1位を記録し、2008年以降で同じ年に2枚のアルバムがBillboard 200で1位となった初のグループとなり、これはボーイ・バンドとしては初の記録だった。また、デビューアルバムから2枚連続でBillboard 200で1位を記録した初のグループとなった。『Take Me Home』はアメリカで54万枚の初週売り上げを記録してBillboard 200に登場した他、34ヶ国で以上でトップになった。さらに、『Up All Night』と『Take Me Home』は2012年に世界で3番目と4番目のセールスを記録したアルバムであり、各アルバムは世界中で440万枚以上売り上げた。『Take Me Home』とそのシングルである「Little Things」はイギリスのチャートでそれぞれ初登場1位となり、アルバムとシングルが同時に初登場1位となったイギリスの最年少アーティストとなった。
『Take Me Home』はグループで制作され、各トラックあたり平均5人のソングライターがいた。「What Makes You Beautiful」と「One Thing」を作曲したソングライターがストックホルムで6ヶ月間でアルバムの曲を作った。2012年5月からストックホルムのスタジオでレコーディングが始まった。アルバムのアートワークは、イギリスの路上でよく見られる伝統的な赤い公衆電話ボックスの周りを囲うメンバーの写真が使われた。『Take Me Home』はアルバムの質は音楽評論家より高い評価を得たが、急いでリリースされた事に対しては批判された。
2012年にエリザベス女王の前で「Little Things」を披露し、12月3日にニューヨークのマディソン・スクエア・ガーデンで行われたライブはチケットが完売した。2013年に、ブロンディの「One Way or Another」とアンダー・トーンズの「Teenage Kicks」をマッシュアップカバーしたチャリティーシングル「One Way or Another (Teenage Kicks)」をリリースした。イギリスの慈善事業団体への貢献の一環として、ガーナの小児病院でボランティア活動をし、学校を訪れて寄付を行った。
『Take Me Home』のリリースに伴って、2013年2月より2度目のコンサートツアーである「Take Me Home Tour」をスタートさせた。このツアーはヨーロッパ、北米、アジア、オセアニアでの123公演で構成されていた。チケットの売り上げは、イギリスとアイルランドで発売から1日で30万枚に到達した。ロンドンのO2アリーナでの6公演も全て売り切れとなった。オーストラリアとニュージーランドでは、18公演の19万枚のチケットが完売し1570万ドルの売り上げを記録した。このツアーでは、その歌唱力とステージでのパフォーマンスを称賛され、商業的にも成功を収め、約163万枚のチケットを売り上げた。ツアーの総売り上げは1億1400万ドルだった。
オフィシャル・チャート・カンパニーは、ワン・ダイレクションが2013年2月までにイギリスで242万5000枚のレコードをセールスしたこと明らかにした。

### 2013-2014: Midnight Memories & This Is Us

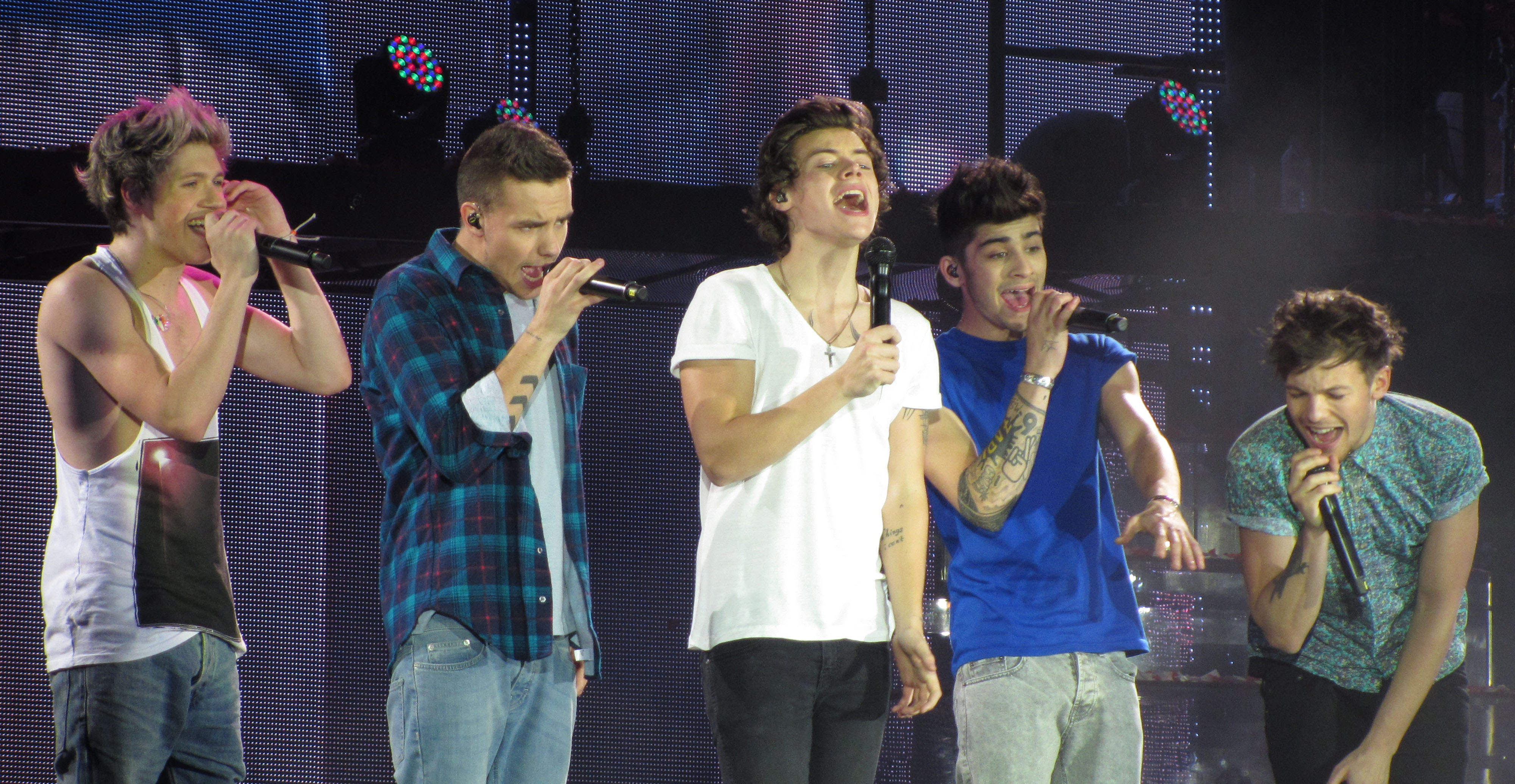
2013年2月、「Take Me Home Tour」のグラスゴー公演でのパフォーマンス

2013年7月22日、3rdアルバムからリードシングル「Best Song Ever」をリリースした。この曲はアメリカでのグループ史上チャート最高位となる2位を記録した。Youtubeでの24時間での再生回数が1090万回に達し、2012年9月20日に記録した「Live While We're Young」の820万回を自ら更新し、VEVOの24時間再生回数1位となった。8月30日、モーガン・スパーロック監督による3Dでのドキュメンタリー及びコンサート映画『ワン・ダイレクション THIS IS US』がトライスター ピクチャーズより公開された。この映画の興行収入は世界で6000万ドル以上となった。コンサート映画としては史上4番目の興行収入を記録した。

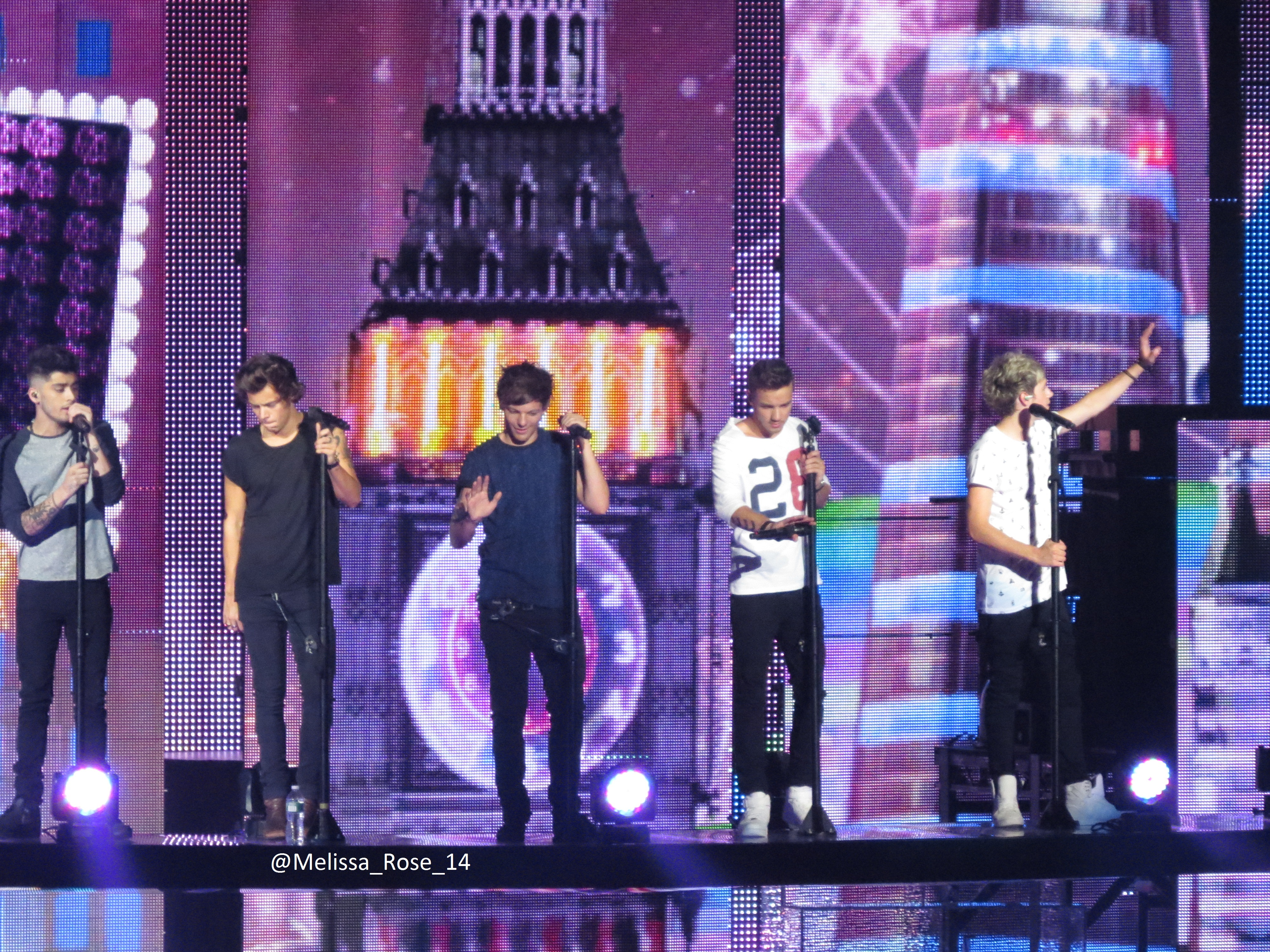
2013年7月、ニュージャージー公演でのパフォーマンス

2013年5月16日、初の全公演スタジアムでのコンサートツアー「Where We Are Tour」の開催を発表した。ツアーのチケットは数分で完売し、圧倒的な人気により追加公演が決定した。11月23日、『Midnight Memories』の発売を記念して、「1D DAY」というイベントを開催した。YouTubeでのファンに向けたイベントで、ライブパフォーマンスやサイモン・コーウェル、シンディ・クロフォード、ピアーズ・モーガン、ジェリー・スプリンガーらゲストを迎えて7時間半に及ぶライブ配信番組だった。10月28日、3rdアルバムからの2枚目のシングル「Story of My Life」をリリースし、アメリカで6位、イギリスで2位になり、メキシコやスペイン、ブルガリア、デンマーク、アイルランドで1位になった。
『Midnight Memories』を2013年11月25日に発売した。イギリスとアメリカのチャートで初登場1位となり、Billboard 200でデビューアルバムから3枚連続で1位となった。このアルバムについて「以前のアルバムよりややロックなトーン」と説明した。年末にリリースしたにもかかわらず、2013年に世界で最も売り上げたアルバムであり、400万枚のセールスを記録した。アルバムのプロモーションのために、アメリカとイギリスの「Xファクター」でパフォーマンスした。
2013年12月、『ワン・ダイレクション THIS IS US』のDVD及びBlu-rayのリリースでイギリスの記録を更新した。イギリスで発売後3日で約27万枚を売り上げ、2010年に発売されたマイケル・ジャクソンの『マイケル・ジャクソン THIS IS IT』の記録を1万枚上回った。ワン・ダイレクションは、国際レコード産業連盟によって2013年のグローバル・レコーディング・アーティスト・オブ・ザ・イヤーに選ばれた。
「Where We Are Tour」は2014年に最高の売り上げを記録したツアーとなり、史上15番目の売り上げを記録したツアーとなった他、ボーイ・バンドとしては史上最高の売り上げを記録したツアーとなった。ツアーには340万人のファンを動員した。8月、グループ3冊目となる『One Direction: Where We Are: Our Band, Our Story: 100% Official』を発売した。

### 2014-2015: Four & ゼインの脱退

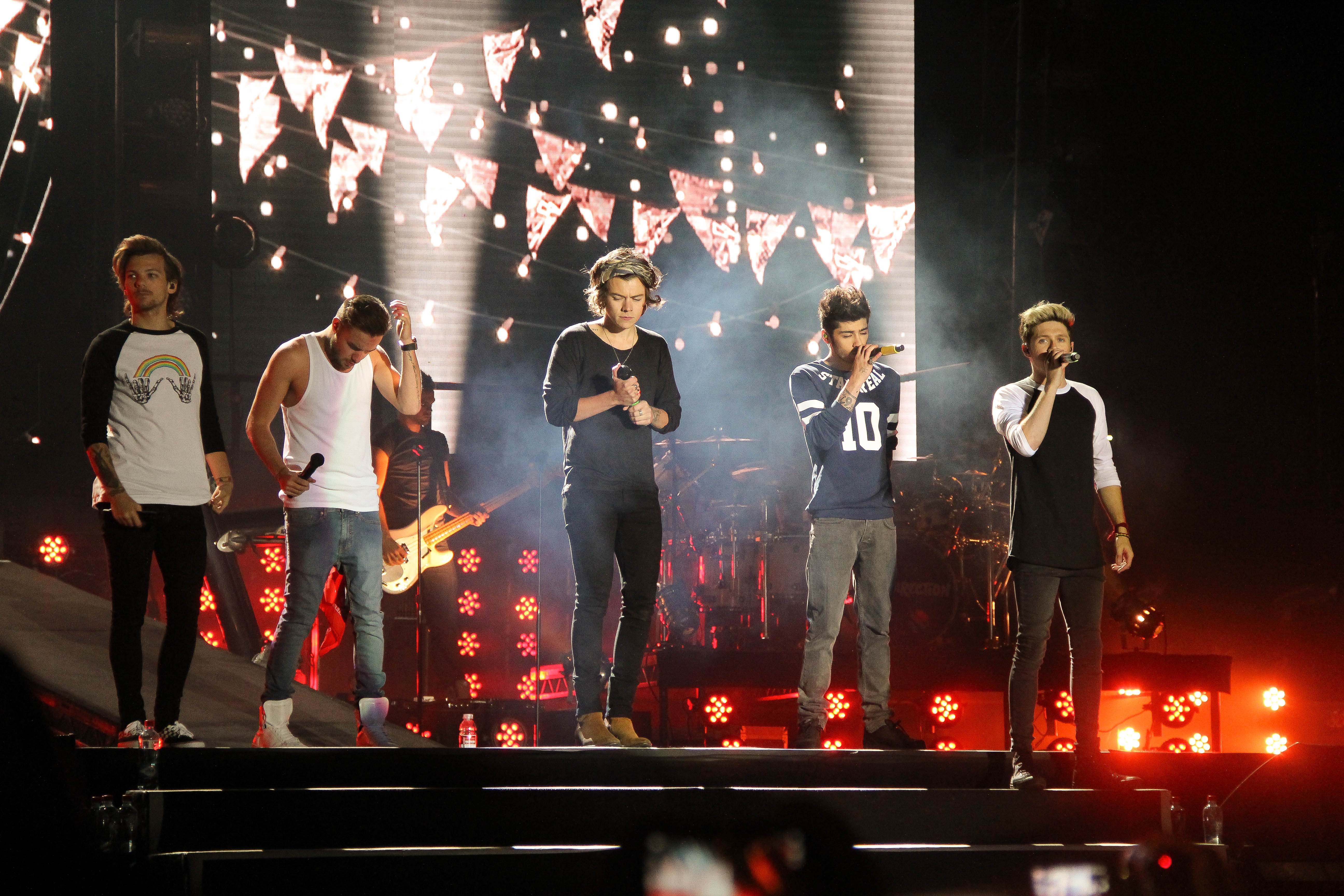
2014年4月、「Where We Are Tour」でのパフォーマンス

2014年7月21日、コンサートDVDである『One Direction: Where We Are – The Concert Film』の発売を発表した。これは、2014年6月28日と29日に行われた「Where We Are Tour」のサン・シーロ公演をレコーディングしたDVDである。
2014年9月8日、4thアルバム『Four』を11月17日にリリースする事を発表した。その発表の一環として、アルバムの中の一曲である「Fireproof」を公式サイトで24時間限定で無料配信した。4thアルバムのリードシングルである「Steel My Girl」を9月29日にリリースし、クラシックロックなこの曲は絶賛され、プラチナディスクに認定された。4thアルバムから2枚目のシングル「Night Changes」はアルバムリリースの3日前である11月14日にリリースされた。アメリカでは100万枚以上を売り上げ、プラチナディスクに認定された。11月17日に『Four』をリリースし、イギリスのチャートとBillboard 200で1位となった。18ヶ国で初登場1位となり、320万枚を売り上げた。67ヶ国のITunes Storeでランキング1位を記録した。Billboard 200の58年間の歴史の中で、デビューアルバムから4枚連続で初登場1位を記録した初めてのアーティストとなった。2015年2月、グループとして4度目となり、2度目の全公演スタジアム開催となる「On the Road Again Tour」をスタートさせた。
ツアー開始から2ヶ月も経っていない2015年3月25日に、メンバーのゼイン・マリクの脱退が発表された。5月14日、レイト×2ショー with ジェームズ・コーデンに出演し、新たな5人目のメンバーを加えることなく活動を続けていく考えを明らかにした。オーストリア、アジア、アフリカ、ヨーロッパ、北米で80回のコンサートを開催し、10月31日に「On the Road Again Tour」は終了した。総額2億800万ドル以上、230万枚以上のチケットを売り上げた。

### 2015-2016: Made in the A.M. & 活動休止
2015年7月31日、事前の発表や宣伝なくシングル「Drag Me Down」をリリースした。それにもかかわらず、フランスやオーストラリアなどの複数の国のチャートで1位となり、それぞれの国で初めて1位を記録したシングルとなった。また、アイルランドやイギリスでも1位となり、アメリカでは3位だった。このシングルは5thアルバムからのリードシングルであり、ゼイン・マリクの脱退後初めてのシングルであった。このリリースに続いて、2016年からグループの活動を休止する事を明らかにした。9月22日、5thアルバムのタイトルが『Made in the A.M.』であることと、そのアルバムからのシングル「Infinity」のリリースを発表した。Snapchatでアルバムのトラックリストを公開し、後にiTunes Store上で確認された。10月、シングル「Perfect」をリリースした。Billboard Hot100でトップ10入りし、「Drag Me Down」に続いて2枚連続で通算5枚目のBillboard Hot100で初登場トップ10入りしたシングルとなり、ビートルズの4枚を上回った。
2015年11月13日、『Made in the A.M.』をリリースした。イギリスでは1位となり、アメリカでは2位となった。このアルバムは、2015年で6番目の売り上げを記録した。11月22日、アメリカン・ミュージック・アワードにおいて2年連続でアーティスト・オブ・ザ・イヤーを受賞した。ルイ・トムリンソンは活動休止期間が18カ月間になることを明らかにした。12月13日、「Xファクター」のファイナルでパフォーマンスを披露した。グループとしての活動休止前最後のパフォーマンスは12月31日、「ディック・クラークのニューイヤーズ・ロッキン・イブ」でのパフォーマンスとなった。
2016年1月13日、『USウィークリー』はグループの活動休止が永続的になることを主張する記事を出した。その理由として、「On the Road Again Tour」終了後にメンバーそれぞれが契約を更新しなかったことを挙げた。グループはその報道を否定し、活動休止の計画は何ら変更されていないと述べた。2017年5月までに、メンバーそれぞれがソロとしてシングルをリリースした。
2024年10月16日、アルゼンチンのブエノスアイレスのホテルにてリアムが死去。

## メンバー
- Niall Horan ナイル・ホーラン （1993年9月13日（31歳））ナイル

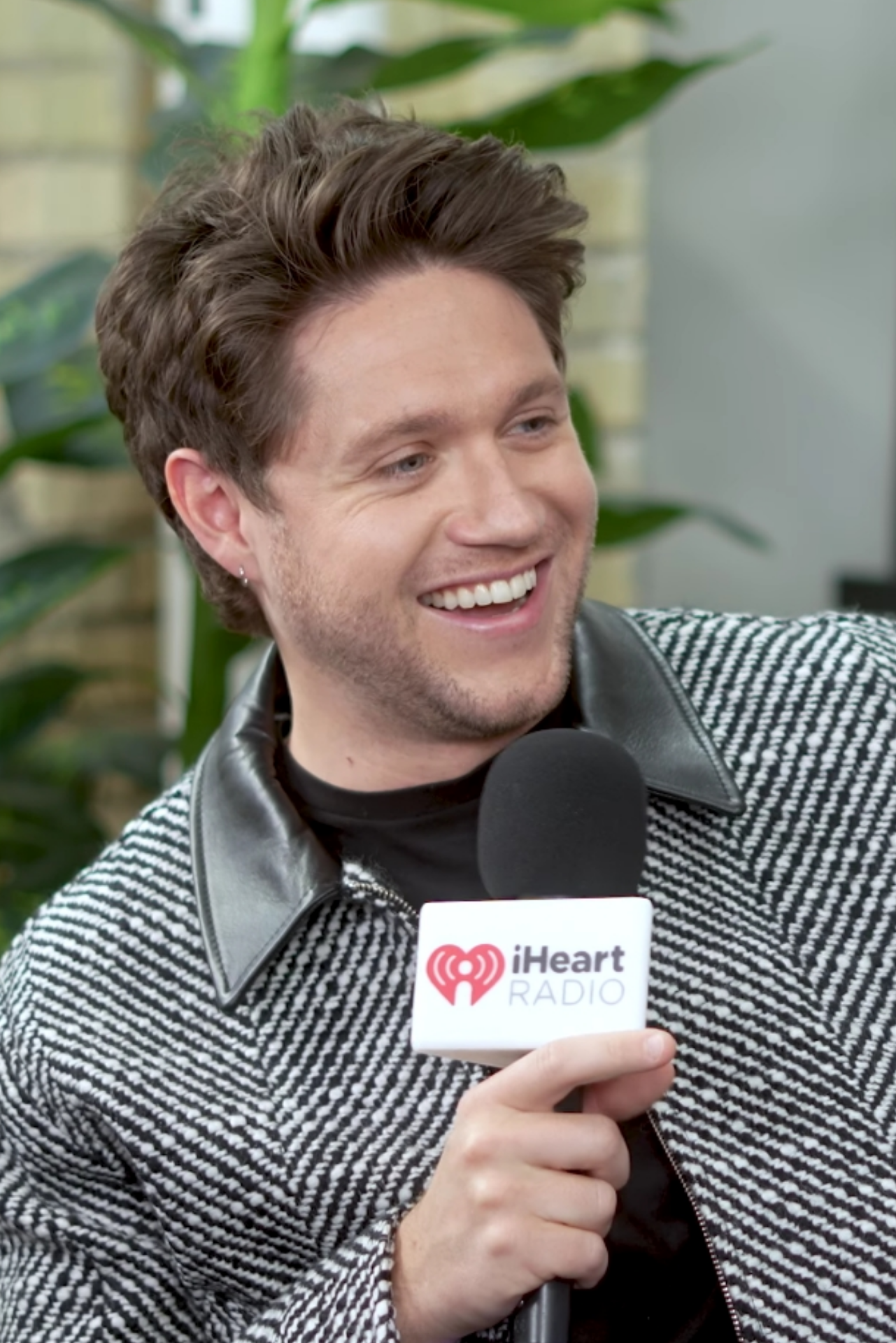
ナイル

  -  アイルランド・ウェストミース県出身。身長173cm。目の色は青。髪の毛をブロンドに染めている。メンバー唯一の左利き、グレッグという兄がいる[153]。
  - 「Niall」はゲール語であり、「ナイル」という発音ではない（/ˈniː.əl/ もしくは /ˈnaɪl/）。子供の頃にクリスマスプレゼントで貰ったギターに夢中になり、以来ギターの演奏が特技[154]。
  - デビュー前からアイルランドのロックバンドThe BlizzardsのヴォーカルNiall Breslinは尊敬する憧れの人。
  - 食べることが大好き。
  - マイクカラー アイルランドカラー

- Liam Payne リアム・ペイン （1993年8月29日 - 2024年10月16日（31歳没）

）

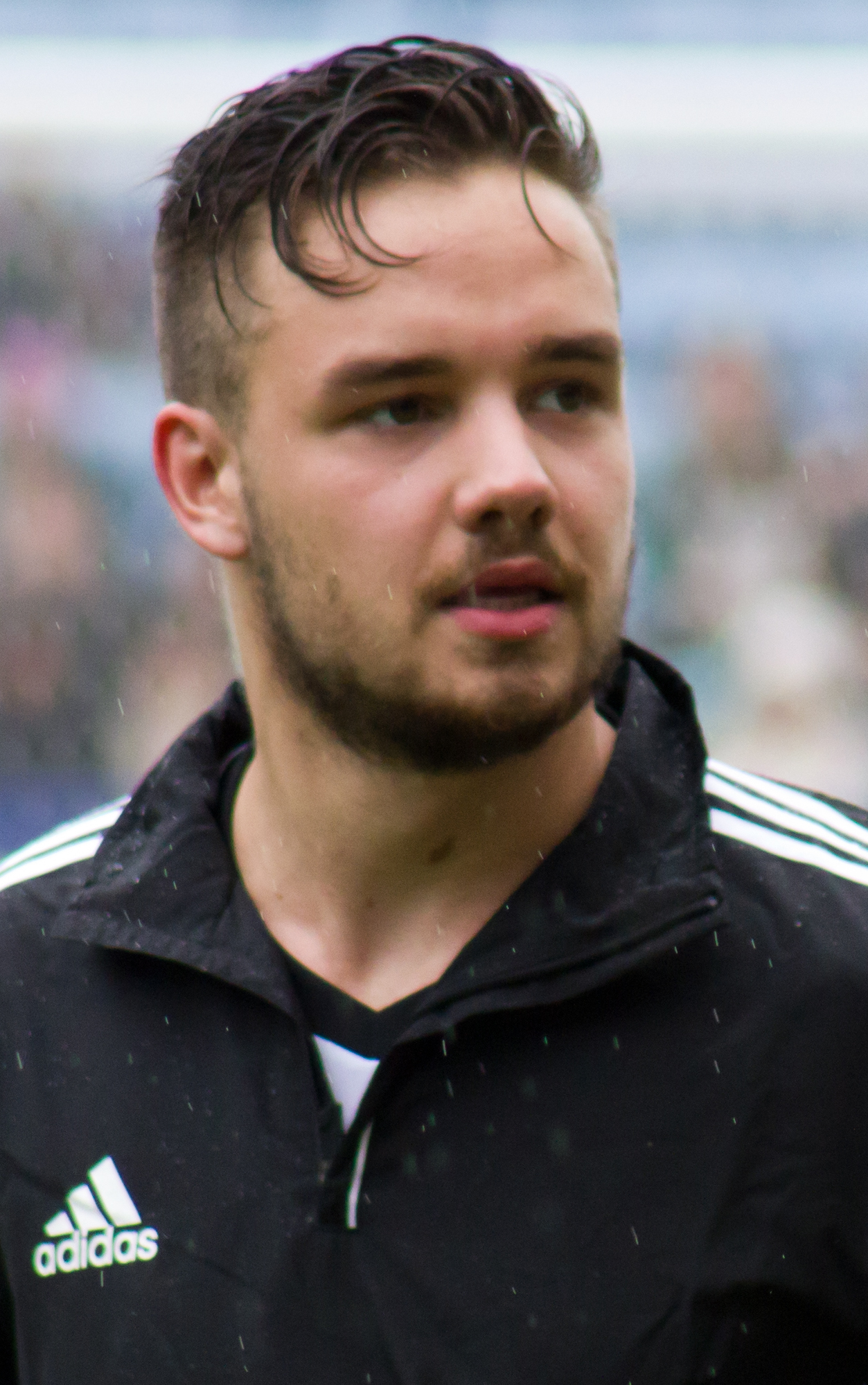
リアム

- -  イングランド・ウェスト・ミッドランズ州出身。身長178cm。目の色はブラウン。父親は組立工。ニコラとルースという2人の姉がいる[155]。
  - 14歳の時に「X Factor」第5シーズン（2008年）の「Boys」部門に出場し、サイモン・コーウェルに「君はまだ歌が歌えないから、改めて出直してこい」と言われる。2年後に再びエントリーしたオーディションで「クライ・ミー・ア・リバー」を歌い、絶賛された。
  - 「出来るだけヘルシーでいたいから、飲むのは嫌いだ[156]」という生真面目な性格[157]。のちに人気絶頂期に飲酒を始め、アルコール依存症と希死念慮に苦しんでいること告白した[158]。
  - ボイスパーカッションを得意としており、コンサート等で披露している。
  - 元は音楽カレッジの生徒であり[159]、ピアノとギターを弾くことができる。
  - ソフィアという、モデルのガールフレンドがいた。2017年にシェリル・コールとの間に男児を儲けたが翌年破局[160]。2019年にナオミ・キャンベルと交際[161]、2020年にモデルと婚約したが2022年に破談[158]、その後はインフルエンサーと交際していた[162]。
  - サリーに520万ポンド（約10億円）の豪邸[163]、ロサンゼルスに1075万ドル（約16億円）の豪邸を所有している[164]。
  - 2024年10月16日、滞在していたアルゼンチン・ブエノスアイレスのホテルの3階バルコニーから転落死[152]。
  - マイクカラー 赤色

- Harry Styles ハリー・スタイルズ （1994年2月1日（31歳））ハリー

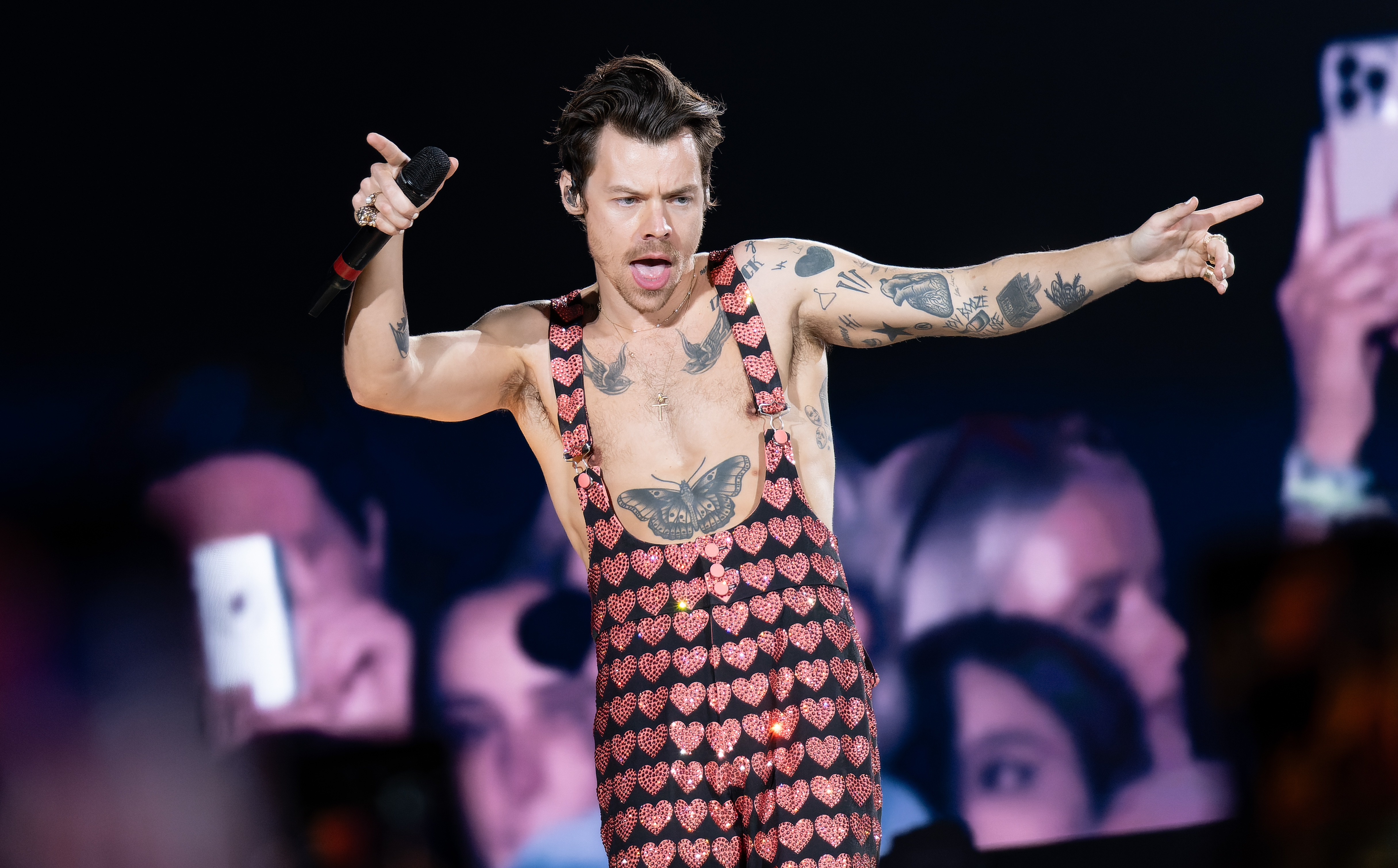
ハリー

  -  イングランド・チェシャー州出身。身長183cm。目の色はグリーン。メンバー最年少。ジェマという姉が1人いる[155]。
  - X Factorのオーディションにエントリーする前は、クラスメイトと「ホワイト・エスキモー」というバンドを組んでいた[165]。
  - 多数のタトゥーを入れている[166]。
  - X Factorのシーズン終了後、メンバーのルイとグラスゴーにフラットをレンタルして同居していた[167]。「Xファクターでのブートキャンプ中に僕とルイはとても気が合ったので、このオーディション番組が終わったら一緒に住もう、ってずっと話してたんだよね。だから、そうなったのは、まぁ、自然なことさ」[168]と語っている。
  - テイク・ザットのメンバーであり、その後ソロ活動で成功したロビー・ウィリアムズは、「（一番人気のある）ハリーは人気があるうちにバンドを辞めて、とっととソロデビューすべきだ」と語っている。「おれは14歳くらいの頃、ジョージ・マイケルを見て、そろそろあのポジションが空くぞって考えたんだ。だからハリーも俺を見て、あいつは丘を越えてる（"over the hill"最盛期をすぎてるという意味）からあのポジションは狙い目だって思うべきだね」と語っている[169]。
  - デビュー前は地元のデイリーでパン屋のアルバイトをしていた。
  - グループ名の名付け親[要出典]。
  - マイクカラー 緑色

- Louis Tomlinson ルイ・トムリンソン （1991年12月24日（33歳））ルイ

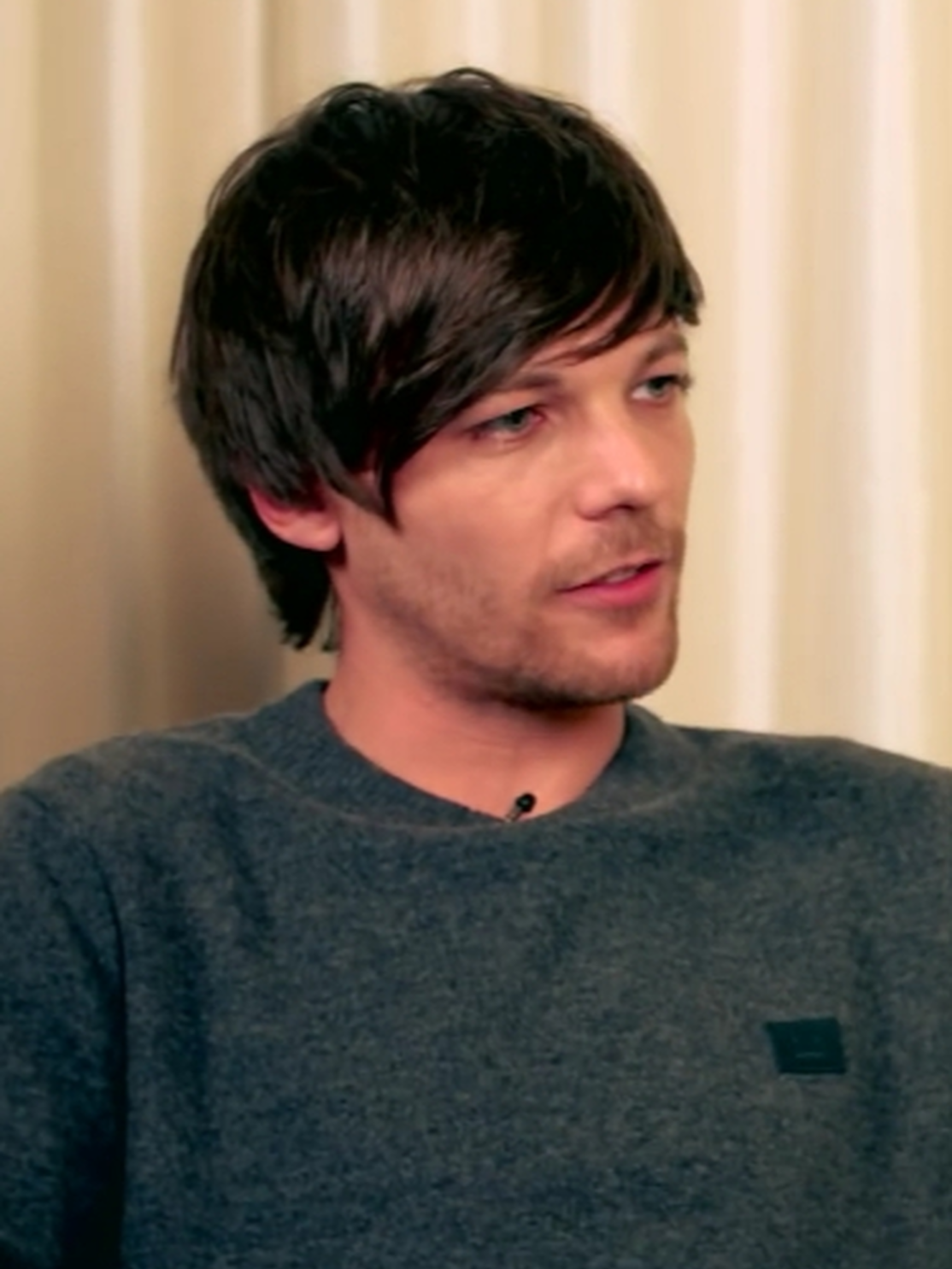
ルイ

  -  イングランド・サウス・ヨークシャー出身。身長175cm。目の色はブルー。ファンからは、親しみを込めて「ルー(Lou)」と呼ばれることも多い[170][171]。産まれてすぐに父親のトロイ・オースティンと母親のジョハンナ・ポールストンが離婚し、母親は再婚し、現在も父親サイドのファミリーネームを名乗っている。しかし、ジョハンナはその父親とも離婚。そして、また再婚し、双子が産まれる。ルイには父親違いの5人の妹と1人の弟がいる（うち2組は双子）[172]。双子の姉妹は、ドラマに出演したことがある。ルイ自身もアクターズスクールに通っていたことがあり、アクターとしてITVやBBCのドラマに出演したことがある[173]。
  - ピアノを演奏することができる[174]。
  - 2011年秋からマンチェスター大学出身のエレノア・カルダーというガールフレンドがいた。2017年に復縁した。[175][176]。
  - 2013年8月2日Sky Sportsのスカイニュースによると、出身地のドンカスターに所在しフットボールリーグ・チャンピオンシップに所属するドンカスター・ローバーズFCに所属することが明らかとなった。[177]
  - 2015年7月、スタイリストのブリアナ・ヤングワースとの間に子供を授かったことが報じられた。
  - グループの活動休止中の2017年、アメリカのロサンゼルス国際空港にて警察によって逮捕されたが、高額の釈放金の支払ったことで釈放された。詳細は「ルイ・トムリンソン#私生活」を参照
  - マイクカラー 青色

### 脱退メンバー
- Zayn Malik ゼイン・マリク（1993年1月12日（32歳）） 
  -  イングランド・ウェスト・ヨークシャー州出身。身長175cm。目の色はヘーゼル。母パトリシアはイギリス人、父ヤーセル パキスタン系 イギリス人。姉妹が3人いる。本名は「Zain」であるが、芸名を「Zayn」としている。美しい高音の持ち主。
  - イギリスの歌手レベッカ・ファーガソンと4ヶ月だけデートしていたことがある[178]。
  - ダンスが苦手でXfactorのダンス審査から逃げ出したことがある。その時のサイモンの一言「Where is Zayn？」が今ではジョークではなくなってしまった[179]。
  - 身体に多数のタトゥーを入れている。以前は福と言うタトゥーを入れていたが、今はハートのタトゥーを上から入れている。
  - 2012年5月頃よりリトル・ミックスのペリーと交際。ペリーは自身も歌手であるため以前はTwitterでファンと片手間に交流していたが、ゼインと交際を始めてからはダイレクショナーたちから膨大な数の殺人脅迫を受け、Twitterを削除している[180]。2013年8月に婚約を発表。その後、2015年8月に破局したと見られている。
  - ゼインの最も有名なセリフは、“VAS HAPPENING!?”。
  - 2015年3月25日に脱退。当時、開催中だったツアーも、香港でのライブの後に、ツアーを抜けてイギリスへ帰り、ツアーの最後の3つには不参加となった。そして、ツアー終了直後の2015年3月25日に、ワンダイレクションからの脱退を表明。それ以後のワン・ダイレクションとしての活動は一切ない。脱退の理由は”1Dとしてスポットライトに当たることが、プライベートを圧迫して窮屈に感じた”から。脱退後は、ソロとして活動している。しかし、脱退後に、ワン・ダイレクションのことについて否定的な発言をしたため、ワン・ダイレクションのメンバーのうち、ルイ・トムリンソンやハリー・スタイルズとは、よくない関係が続いていると言われている[要出典]
  - 2020年の9月末に、ジジ・ハディッドとの間に長女が生まれたが、結婚することなく別れている。
  - マイクカラー 黄色

## 評価
ジャスティン・ビーバーは、「ラヴリーなルックスも良いし、かれらのメロディアスでドリーミィな声もグッドだね。それにイギリス訛りが加わったら、アメリカ中の女の子が夢中になるのは子供がポテチを好きになるより簡単なことさ」と語っている。
デミ・ロヴァートは、Webチャットで理想のボーイフレンド像を問われ「ステレオタイプなボーイバンダーのミスターNiallかな」と語った。

## エピソード
- 2012年に、ハリーとデートしていると噂になった女性およびナイルと交際していると噂になった女性が、正気を失ったファンから膨大な量の脅迫および誹謗中傷を受け、やむなくアカウントを削除した。[要出典]
- オーストラリアのメルボルンとニュージーランドのウェリントンにはワン・ダイレクションのグッズ・ストア「One Direction store」がオープンしている。オープン日にはオープニング・アワーズからファンが詰めかけ、グッズを手にしたファンが興奮のあまり次々とドミノ倒しになる姿がレポートされた[183]。
- 「サタデー・ナイト・ライブ」に出演した際は彼らの姿を一目見ようとニューヨークのスタジオ前にファンの福袋を持った行列ができた。一ヶ月前からスタジオ前で寝泊まりしているというトップの男性は「あたかもJedwardが来たときのようだ」と興奮していた[184][185]。
- 2012年4月、ワン・ダイレクションが参加していたレッド・カーペットに乱入し、ダンスしていたルイにフレンチキス（ディープキス）をしようとした男が警備員に連行される犯罪事件が発生した[186]。ルイは驚愕のあまり顔を伏せたため、キスを避けられた。
- オーストラリアのTV番組に出演した際に、ナイルがオーストラリア、イギリス、ニュージーランドでは人気のある食べ物であるベジマイトをのせたトーストを食べた。「おえっ、こんなもん食えるか」と言い放ち、ナイルはほとんど食べ残したが、それを番組側がチャリティーオークションに出品。100円からスタートしたトーストは、eBayで約900万円で落札された[187]。
- カナダのTV番組に出演した際は、スタジオの外に2000人を超えるファンが集まり溢れる人でベンツが一切通れなくなった為に、やむを得ずスタジオ前の道路が封鎖されてしまった[188]。
- ルイは「ハリー・スタイルズと自分が仲が良いし、実際デートしたこともあるんだ」とアメリカのラジオに出演した際に真顔で話し、プレゼンターを困惑させた[189]。それを聞いたゼインも「自分とハリーが見つめ合っている動画を集めて、ラヴソングを流している奇妙なものを見たことがある」と笑って話すと、ハリーが「それは興味深いね」と真剣に答えた[190]。

## 日本での活動
「Live While We're Young」が「めざましどようび」の主題歌に起用された。2013年1月に初来日。「ミュージックステーション」にライブ出演し、プレゼンターのタモリの後ろでおどけた仕草を見せる等番組をエンジョイする姿を見せた。このTV出演後アルバムの売り上げが急上昇し、2月4日付オリコン総合週間アルバムランキングのトップ10に『Take Me Home』『Up All Night』の2作が同時にランクインした。日本において海外の男性アーティストの2作がオリコン総合週間アルバムランキングのトップ10に同時にランクインするのは、1992年のブルース・スプリングスティーン以来、20年9ヶ月ぶりのことであった。2013年11月には2度目の「ミュージックステーション」出演を果たした。
2014年には、NTTドコモのスマートフォンのCMに出演している。
2014年2月8日には、日本でも公式ストア「1D WORLD JAPAN」が東京・大阪にオープンしている。
2015年3月4日発売の『週刊ザテレビジョン』（10号）では、1987年のマイケル・ジャクソン以来28年ぶりの海外アーティストによる単独表紙を飾った。

## ディスコグラフィー
※ 詳細はワン・ダイレクションの作品を参照

### アルバム
- アップ・オール・ナイト Up All Night (2011) 全米1位、全英2位

| 国                        | 認定        |
| ------------------------- | ----------- |
| オーストラリア (ARIA)     | 4× Platinum |
| ブラジル (ABPD)           | Platinum    |
| カナダ (Music Canada)     | 2× Platinum |
| チリ (IFPI Chile)         | Gold        |
| デンマーク (IFPI Denmark) | Gold        |
| フランス (SNEP)           | Gold        |
| ギリシャ (IFPI Greece)    | Gold        |
| アイルランド (IRMA)       | 3× Platinum |
| ポルトガル (AFPT)         | Gold        |
| イタリア(FIMI)            | Platinum    |
| メキシコ (AMPROFON)       | 4× Platinum |
| ニュージーランド (RIANZ)  | 3× Platinum |
| ポーランド (ZPAV)         | Gold        |
| スペイン (PROMUSICAE)     | Gold        |
| スウェーデン (GLF)        | Platinum    |
| アメリカ (RIAA)           | Platinum    |
| ベネズエラ (APFV)         | Gold        |
| 日本 (オリコン)           | Gold        |

- テイク・ミー・ホーム Take Me Home (2012) 全米1位、全英1位

| 国                        | 認定             |
| ------------------------- | ---------------- |
| アルゼンチン (CAPIF)      | Platinum         |
| オーストラリア (ARIA)     | 2× Platinum      |
| カナダ (Music Canada)     | 2× Platinum      |
| デンマーク (IFPI Denmark) | Platinum         |
| フランス (SNEP)           | Platinum         |
| ギリシャ (IFPI Greece)    | 2× Platinum      |
| ハンガリー (MAHASZ)       | Gold             |
| アイルランド (IRMA)       | 3x Platinum      |
| イタリア (FIMI)           | Platinum         |
| マレーシア (RIM)          | Platinum         |
| メキシコ (AMPROFON)       | 3× Platinum+Gold |
| オランダ (NVPI)           | Platinum         |
| ニュージーランド (RIANZ)  | Platinum         |
| ポーランド (ZPAV)         | Platinum         |
| ポルトガル (AFP)          | Platinum         |
| スペイン (PROMUSICAE)     | Platinum         |
| スウェーデン (GLF)        | Platinum         |
| イングランド (BPI)        | 2× Platinum      |
| アメリカ (RIAA)           | Platinum         |
| ベネズエラ (APVF)         | 2× Platinum      |
| 日本 (オリコン)           | Gold             |

- ミッドナイト・メモリーズ Midnight Memories (2013) 全米1位、全英1位

- フォー Four (2014) 全米1位、全英1位

- メイド・イン・ザ・A.M. Made in the A.M. (2015) 全米2位、全英1位

### 日本におけるタイアップ曲
| 年     | 使用曲                 | タイアップ先 |
| ------ | ---------------------- | --- |
| 2012年 | Live While We're Young | めざましどようびテーマソング                                                                                               |
| 2013年 | Story Of My Life       | NTT DoCoMoCM曲 |
| 2014年 | Rock Me                | ユニバーサル・スタジオ・ジャパンテーマパーク内 使用曲                                                                      |
| 2014年 | Happily                | 映画「好きっていいなよ。」主題歌                                                                                           |
| 2014年 | Steal My Girl          | NTT DoCoMoCM曲 |
| 2015年 | Happily                | ユニバーサル・スタジオ・ジャパン ハリウッド・ドリーム・ザ・ライド ハリウッド・ドリーム・ザ・ライド〜バックドロップ〜使用曲 |
| 2015年 | Night Changes          | ユニバーサル・スタジオ・ジャパンテーマパーク内 使用曲                                                                      |

## ツアー
- Up All Night Tour (2011–12)
- Take Me Home Tour (2013)
- Where We Are Tour (2014)
- On The Road Again Tour (2015)

### 来日公演
- One Direction TAKE ME HOME TOUR 2013
  - 2013年11月2日:幕張メッセ 国際展示場ホール7.8
  - 2013年11月3日:幕張メッセ 国際展示場ホール7.8
    - オーストラリア出身のバンド、ファイヴ・セカンズ・オブ・サマーがオープニングアクトを務める。なお、イギリス、北アメリカ、オーストラリアでの公演のみの参加で、日本公演はオリー・マーズがオープニングアクトを務めた。

- One Direction ON THE ROAD AGAIN TOUR 2015
  - 2015年2月24日:京セラドーム大阪
  - 2015年2月25日:京セラドーム大阪
  - 2015年2月27日:さいたまスーパーアリーナ（スタジアムモード）
  - 2015年2月28日:さいたまスーパーアリーナ（スタジアムモード）
  - 2015年3月1日 :さいたまスーパーアリーナ（スタジアムモード）
  - 2015年3月2日 :さいたまスーパーアリーナ（スタジアムモード）
    - ファイヴ・セカンズ・オブ・サマーが東京公演のみオープニングアクトを務めた。大阪公演ではDJ YAMATOがオープニングを務めた。

## オフィシャル・ストア

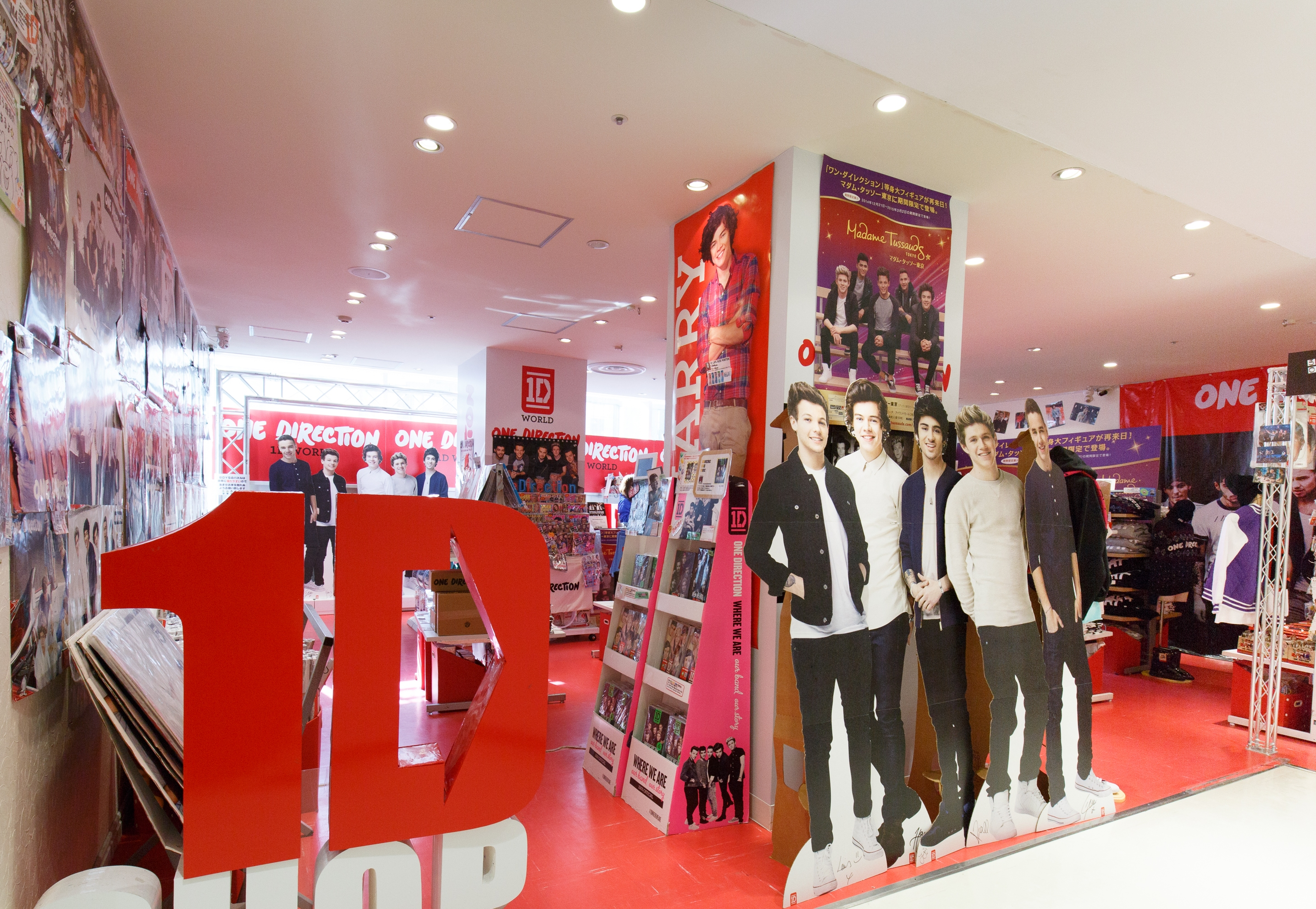
One Direction Official Store 1D WORLD Tokyo

世界で展開されているオフィシャル・ストアの正式名称は1D WORLD。2012年2月にヨーロッパのストックホルムからスタートして期間限定のイベント・ストアとして運営され、販売形態もコンサート会場での販売方式(商品見本を壁に貼り付け、その番号をレジに伝えて商品を渡してもらう方式)がとられていた。オーストラリアでは2012年12月から2013年1月にかけてROAD TRIP STOREというトラックを店舗とした移動販売の方式でオーストラリア全土をまわっていた。日本では2014年2月8日東京と大阪に1D WORLD JAPAN（2016年4月10日より休店中）がオープンしている。

## フレグランス
- 2013年8月にイギリスで発売されたフレグランスOur Momenはイギリスにおいてフレグランス大賞2013を受賞した。男性ミュージシャンではジャスティン・ビーバーがフレグランスを発売しているが、男性ミュージシャンでフレグランス大賞を受賞したのはワン・ダイレクションが初めてである。日本においても第5回日本フレグランス大賞(2014年)でパブリック賞を受賞している。

- 2014年4月に第2弾フレグランスThat Momentがイギリスで発売され、日本発売は2014年10月と発表された。Our Momen・That Momentともにワン・ダイレクション・オフィシャル・ストア1D WORLD JAPANで先行発売会が実施されている。

- 2014年8月に第3弾フレグランスYOU & Iがイギリスで発売された。日本での発売はTV GROOVE NEWSにて2015年2月21日と発表された。

## フィルモグラフィー
| テレビ | テレビ                                            | テレビ        | テレビ |
| 年     | タイトル                                          | Role          | Notes |
| ------ | ------------------------------------------------- | ------------- | --- |
| 2010   | Xファクター (テレビ番組)                          | Contestant    | 第7シーズン（3位） |
| 2011   | ITV2 Special, One Direction: A Year in the Making | Themselves    | Biography of the group since finishing third on The X Factor in 2010                                                         |
| 2012   | サタデー・ナイト・ライブ                          | Musical Guest | Sofia Vergara/One Direction (Season 37, episode 720)                                                                         |
| 2012   | アイ・カーリー iCarly                             | 本人役        | 第6シーズン第2話（日本語版第95話）「1Dがゲスト（iGo One Direction）」。「ホワット・メイクス・ユー・ビューティフル」を歌唱。  |
| 2012   | Up All Night – The Live Tour DVD                  | Themselves    | The video concert DVD was recorded as a part of One Direction's Up All Night Tour at the International Centre in Bournemouth |

## ミュージックビデオ
| 監督              | 曲名                                                      |
| JOHN URBANO       | 「GOTTA BE YOU」「WHAT MAKES YOU BEAUTIFUL」              |
| VAUGHAN ARNELL    | 「KISS YOU」「LIVE WHILE WE'RE YOUNG」                    |
| DECLAN WHITEBLOOM | 「ONE THING」                                             |
| BEN WINSTON       | 「STORY OF MY LIFE」                                      |
| 不明              | 「BEST SONG EVER」「LITTLE THINGS」「ONE WAY OR ANOTHER」 |

## 受賞
| 年   | ノミネート               | 賞                                    | カテゴリー           | 結果 |
| ---- | ------------------------ | ------------------------------------- | -------------------- | ---- |
| 2011 | One Direction            | 4Music Awards                         | Best Group           | 受賞 |
| 2011 | One Direction            | 4Music Awards                         | Best Breakthrough    | 受賞 |
| 2011 | What Makes You Beautiful | 4Music Awards                         | Best Video           | 受賞 |
| 2012 | What Makes You Beautiful | ブリット・アワード                    | Best British Single  | 受賞 |
| 2012 | One Direction            | キッズ・チョイス・アワード            | Favorite UK Newcomer | 受賞 |
| 2012 | One Direction            | キッズ・チョイス・アワード            | Favorite UK Band     | 受賞 |
| 2014 | One Direction            | MTVヨーロッパ・ミュージック・アワード | 最優秀ポップ賞       | 受賞 |
| 2014 | One Direction            | MTVヨーロッパ・ミュージック・アワード | 最優秀ライブ賞       | 受賞 |
| 2014 | One Direction            | MTVヨーロッパ・ミュージック・アワード | No.1ファン賞         | 受賞 |
| 2015 | One Direction            | MTVヨーロッパ・ミュージック・アワード | 最優秀ポップ賞       | 受賞 |